# Mad Love (álbum)
Mad Love (estilizado como: Mad Love.) é o terceiro álbum de estúdio da cantora norte-americana JoJo. Foi lançado oficialmente em 14 de outubro de 2016, pela gravadora Atlantic Records. Este é o seu primeiro álbum da cantora após dez anos e também o seu primeiro e único álbum na Atlantic. As canções do álbum possuí os estilo musicais Pop, R&B, e Soul music. O álbum conta com as participações de Wiz Khalifa, Alessia Cara e Remy Ma nas faixas "Fuck Apologies", "I Can Only" e "FAB", respectivamente. Uma edição de luxo do álbum com 4 faixas bônus foi lançada simultaneamente com a edição padrão de onze faixas. Uma edição em vinil do álbum foi disponibilizada em 3 de fevereiro de 2017. JoJo co-escreveu todas as músicas do álbum. 

## Antecedentes
Em 27 de julho de 2016, JoJo lançou em seu canal oficial no YouTube um vídeo intitulado "Mad Love. 10.14.16", contendo uma prévia da canção "Music." e anunciando o nome e a data de lançamento do seu novo disco. Em 7 de setembro de 2016, a capa do disco foi revelada nas redes sociais da cantora, juntamente com o anúncio de que a pré-venda do material estaria disponível em 16 de setembro de 2016. Entre 9 e 14 de setembro, JoJo revelou as faixas que entrariam para o álbum, juntamente com prévias a capella das faixas.

## Singles
"Fuck Apologies.", foi o primeiro e único single oficial do álbum, com participação do rapper americano Wiz Khalifa, foi lançada em 28 de julho de 2016. Seu clipe foi lançado no mesmo dia no canal oficial da cantora no YouTube, e teve direção de Francesco Carrozzini.
O single teve um desempenho moderado na parada americana "Billboard Pop Digital Songs", chegando a 40ª posição. Tornou-se o primeiro single da JoJo no Reino Unido desde 2007, chegando a 104ª posição.
As músicas "Mad Love", "FAB." e "Music.", foram singles promocionais. Em 26 de julho 2016 foi lançado o clipe da balada "Music.", que tinha imagens pessoais da infância da cantora. Já o clipe de "FAB." com a participação da rapper Remy Ma, estreou em 29 de novembro de 2016.

## Faixas
| N.º            | Título                                              | Compositor(es)                                                              | Produtor(es)               | Duração |  |
| 1.             | "Music."                                            | Joanna Levesque Justin Tranter Hayley Warner Jussi Karvinen                 | Jussi Karvinen             | 3:35    |  |
| 2.             | "I Can Only." (com participação de Alessia Cara)    | Levesque Alessia Caracciolo Tranter Warner Karvinen                         | Jussi Karvinen             | 3:20    |  |
| 3.             | "Fuck Apologies." (com participação de Wiz Khalifa) | Levesque Cameron Thomas Tayla Parx Oscar Holter Matt Friedman Whiskey Water | Oscar Holter Matt Friedman | 3:15    |  |
| 4.             | "FAB." (com participação de Remy Ma)                | Levesque Warner Joe Kirkland Jason Dean Karvinen Reminisce Smith            | Jussi Karvinen             | 3:35    |  |
| 5.             | "Mad Love."                                         | Levesque Nikki Flores Joshua Monroy                                         | Joshua Monroy              | 4:04    |  |
| 6.             | "Vibe."                                             | Levesque Antonina Armato Tim James                                          | Rock Mafia                 | 3:07    |  |
| 7.             | "Honest."                                           | Levesque Warner Kirkland Dean Svante Halldin Jakob Hazell                   | Jack & Coke                | 5:20    |  |
| 8.             | "Like This."                                        | Levesque Sidney Tipton Monroy                                               | Joshua Monroy              | 3:41    |  |
| 9.             | "Edibles."                                          | Levesque Tranter Warner Karvinen                                            | Jussi Karvinen             | 3:49    |  |
| 10.            | "High Heels."                                       | Levesque TJ Routon Dean Kirkland Zak Waters                                 | Jussi Karvinen             | 3:21    |  |
| 11.            | "I Am."                                             | Levesque Alex Dezen Eric Rosse Jaden Michaels                               | JoJo                       | 3:57    |  |
| Duração total: | Duração total:                                      | Duração total:                                                              | Duração total:             | 41:04   |  |

| Mad Love - Bônus (Edição Deluxe) |                |                                                      |                                  |         |  |
| N.º                              | Título         | Compositor(es)                                       | Produtor(es)                     | Duração |  |
| 12.                              | "Clovers."     | JoJo Monroy Gino Barletta                            | Monroy                           | 3:24    |  |
| 13.                              | "Reckless."    | JoJo Michael Kintish Ryan Gray Hawken                | Michael Kintish Ryan Gray Hawken | 3:42    |  |
| 14.                              | "Good Thing."  | JoJo Amish Dilipkumar Patel Uzoechi Osisioma Emenike | ADP UOE                          | 3:30    |  |
| 15.                              | "Rise Up."     | JoJo Hazell Halldin Warner Dean Kirkland             | Jack & Coke                      | 3:24    |  |
| Duração total:                   | Duração total: | Duração total:                                       | Duração total:                   | 55:04   |  |

## Desempenho
Mad Love estreou na Billboard 200 dos Estados Unidos, na 6ª posição, com 25.000 cópias vendidas, das quais 19.000 foram vendas de álbuns físicos. Também atingiu a 2ª posição do "Top Digital Albums", e teve um bom desempenho ao redor do mundo. 
| Chart (2016)                          | Posição |
| ------------------------------------- | ------- |
| Australian Albums (ARIA)              | 48      |
| Belgian Albums (Ultratop Flanders)    | 126     |
| Canadian Albums (Billboard)           | 22      |
| Irish Albums (IRMA)                   | 70      |
| New Zealand Heatseekers Albums (RMNZ) | 1       |
| Scottish Albums (OCC)                 | 87      |
| UK Albums (OCC)                       | 46      |
| UK Digital Albums (OCC)               | 14      |
| US Billboard 200                      | 6       |
| US Billboard Digital Albums           | 2       |

## Histórico de Lançamento
| Região         | Data                   | Versão                 | Formato(s)           | Gravadora        |
| -------------- | ---------------------- | ---------------------- | -------------------- | ---------------- |
| Mundialmente   | 14 de Outubro de 2016  | Standard Edição Deluxe | CD, Digital download | Atlantic Records |
| Estados Unidos | 3 de Fevereiro de 2017 | Standard               | LP                   | Atlantic Records |